# Lannonite
La lannonite è un minerale.